# Loge Fraternité
Loge Fraternité is een vrijmetselaarsloge in Almelo opgericht in 1910, vallende onder het Grootoosten der Nederlanden.

## Geschiedenis
Deze loge is voortgekomen uit de van 1861 tot 1910 in Almelo actieve Maçonnieke Kring ‘Fraternité’. Het verzoek tot stichten van een loge werd op 30 maart 1910 gedaan door G. Daams, P. van Vledder, J.A.A. van Mill, P.C. Gerlings, W.C. van Weydom Claterbos, J.W. Wooldrik en G.J. Logman. Door het Grootoosten op 19 juni 1910 werd een constitutiebrief voor een ‘loge met beperkte bevoegdheid’ verleend. De loge werd geïnstalleerd op 20 mei 1911.
Op 26 augustus 1970 verzocht het bestuur van de loge om een nieuwe constitutiebrief, daar de oude uit 1910, tijdens de Tweede Wereldoorlog verloren was gegaan. Het Grootoosten op 1 juni 1972 verleende met terugwerkende kracht tot 1945, de loge een constitutiebrief voor een loge met volledige bevoegdheid.

## Voorzittend Meesters
In onderstaande lijst een overzicht van de Voorzittend Meesters van Loge Fraternité gedurende de eerste 70 jaar van haar bestaan.
| Van  | Tot  | Voorzittend Meester |
| ---- | ---- | ------------------- |
| 1911 | 1922 | G. Daams            |
| 1922 | 1937 | K.J. Spanjaard      |
| 1937 | 1939 | ds. O.T. Hylkema    |
| 1939 | 1946 | K.J. Spanjaard      |
| 1946 | 1953 | A. Bruinsma         |
| 1953 | 1955 | C.K. Zuur           |
| 1955 | 1957 | H.J. Slot           |
| 1957 | 1963 | J.H. Warning        |
| 1963 | 1965 | P.A. de Boer        |
| 1965 | 1968 | mr. Jan Klazinga    |
| 1968 | 1979 | H. Slot             |

Vrijmetselarij · Beginselen · Geschiedenis · Symbolen · Vrijmetselaarsloge · Ordegrondwet · Obediëntie · Regulariteit en irregulariteit · Ritus · Graden · Grootmeester · Gemengde vrijmetselarij · Para-vrijmetselarij · Antivrijmetselarij · Vrijmetselarij in Nederland · Vrijmetselarij in België · Internationale vrijmetselarij
>>> Meer info op Portaal:Vrijmetselarij <<<